# Hyllestad
Hyllestad är en kyrkby som utgör centralort i Hyllestads kommun i Vestland fylke i västra Norge. Orten ligger vid fylkesväg 607, längst inne vid Hyllestadfjorden. Här finns Hyllestads kyrka.

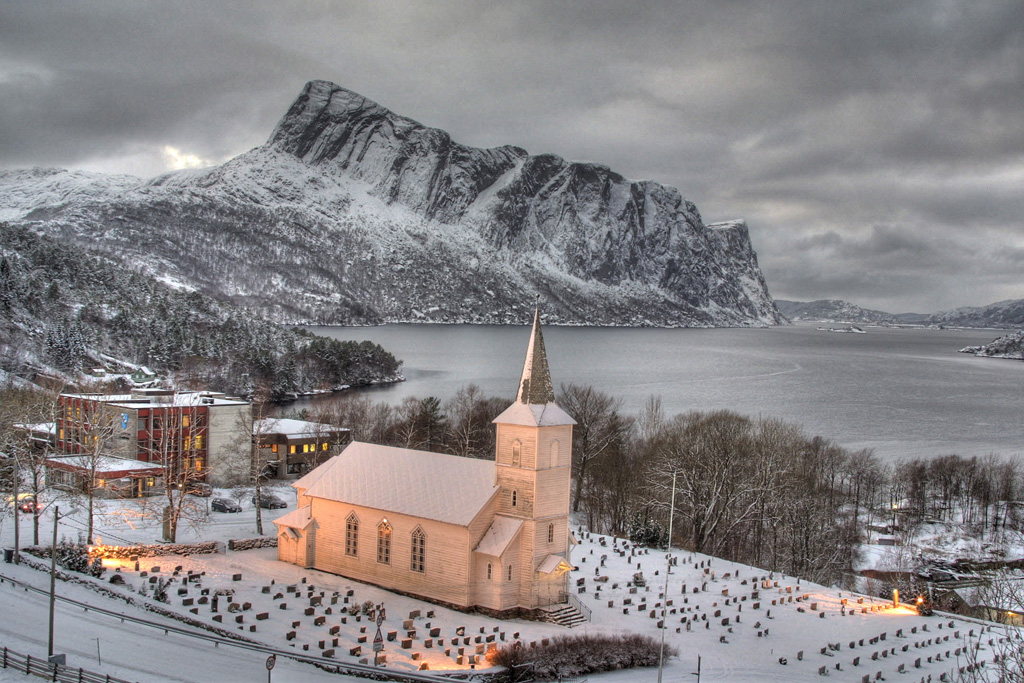
Hyllestads kyrka.